# Español tabasqueño
El choco, tabasqueño o español de Tabasco es un dialecto del español que se habla en el estado de Tabasco y ciertas partes sureñas de los estados de Campeche y Veracruz. Donde se ha preservado más puro es en zonas rurales del estado, debido al aislamiento prolongado de esta región. Recientemente se le comenzó a llamar español tabasqueño porque fue la lengua hispana que procede desde la fundación de la Nueva España, hasta nuestros días.
Se dice que el choco está emparentado con el español centroamericano y el habla costeña del estado de Veracruz, sin embargo, debido a los siglos de aislamiento, presenta una serie de arcaísmos y localismos propios del estado y regiones circunvecinas con nutridos vocablos indígenas de los olmecas, nahuas y mayas.
Este dialecto ha sido muy poco estudiado, debido a que es mal visto y despreciado por el resto del país, por lo que hablarlo puede ser motivo de vergüenza, de burlas y segregación. El término choco proviene del maya chontal yokoo, porque así se denominan los mayas de Tabasco como los yoko t'an que significa; Los que hablan.

## Historia
Se especula que sus orígenes se encuentran en el centro del estado con la llegada de los españoles descendientes de sefardíes de Andalucía, Extremadura y de las islas Canarias, que llegaron con Hernán Cortés y que decidieron quedarse en el interior de la selva de las Hibueras, quienes fueron los que enseñaron a los locales su español sefaradí del siglo XV. Posteriormente se extendió una lengua castiza en todo Tabasco, con la migración y colonización novohispana.
Este dialecto posee un cuádruple fundamento: el castizo (castellano antiguo del siglo XV), los hebraísmos utilizados en España y Portugal, así como también de los elementos indígenas locales (zoque y maya chontal) a su vez que palabras inventadas originales del dialecto en objetos sencillos. Recibe el nombre de choco, por su manera de hablar muy costeño, con cierta influencia del castellano antiguo de los judíos sefardíes que se establecieron en la selva tabasqueña hacia las montañas del sur del estado.

## Características
- Se elude el sonido de la /d/ intervocálica : dedicado > dedicao, agalambado > agalambao, venado > venao, cuidado > cuidao.

- Se caracteriza por la supresión de la [s] y la [r] al final de las palabras, acentuando la última vocal, por ejemplo, pué es pues.

- Se caracteriza por la supresión de la [s] por la [j] al final de las palabras, acentuando la última vocal, por ejemplo, Tabajco; es Tabasco; fuijte es fuiste; dijijte es dijiste.

- Debilitamiento de [j] intervocálica, la aspiración o debilitamiento de [x] y la velarización de [n].

- La [h] se pronuncia como una "J" suave, por ejemplo, ahumado es ajumado, Hediondo es jediondo.

- El uso del "vos" es informal. Consiste en la utilización del pronombre "vos" en lugar de "tú". Por ejemplo; Vos te cuidas (cuídate), Veníd vos (venga). Aunque las nuevas generaciones, ya no usan mucho el voseo, prácticamente es un uso común de personas mayores.

- El uso las contracciones como Ancá, que significa Ancá tía María, En casa de la tía María. Puejí, así pues.

- Está la sustitución de la [ahí] por [ayí], por ejemplo, ayí, ahí, ayijao, ahijado.

- Está la sustitución de la [ch] por [sh], por ejemplo, bushaca, buchaca, ashushao achuchado, leshe leche.

En los verbos se usan en castellano antiguo en el presente del imperativo. Dejádle ayí (dejarle allí), abridle aquí (ábrale aquí), Mirad (mira).

## Lenguas indígenas
El español de Tabasco está fuertemente influenciado por las lenguas indígenas que están establecidas en el estado, por ejemplo; los mayas chontales, los nahuas y los zoques.
Entre las palabras mayas se tiene; achul, una flauta de carrizo que usan los yokot'an. Entre las palabras zoques se tiene; abecao, una bebida refrescante, hecha con leche de coco y cacao. Entre las palabras nahuas se tiene; pozol, una bebida refrescante de cacao con masa de maíz.

## Vocablos chocos
Amashito (pequeño) / agalambao (crecido, presumido) / arrecho (fuerte) / ashushao (apocado) / bushaca (buche) / blumina (pantaleta) / chachalaca (hablador) / chibó (tarántula) / choco (tabasqueño) / garraleto (harapiento, descuidado) / garrobo (iguana) / venao (venado, cornudo).